# 비룡저수지
비룡저수지는 충청북도 보은군 내속리면 삼가리에 있는 저수지이다. '삼가저수지'라고도 한다. 1952년에 착공하여 1962년에 준공되었으며, 농어촌정비법에 의한 농업기반시설로 관리되고 있다. 시설관리자는 한국농어촌공사이다.

비룡저수지는 수려한 자연관광자원인 속리산국립공원 내에 있으며, 속리산 천왕봉에서 시작된 계곡물이 모여 저수지를 이루었으며, 그 규모가 방대하고 위엄이 있어 충주호를 방불케 하여 주변에 뛰어난 경관과 자연이 어우러져 한 폭의 산수화를 연상케 한다.
한국농어촌공사 보은지사에 따르면 사업비 960억원을 투입, 2017년 하반기 준공을 목표로 비룡지구 다목적 농촌용수개발사업을 추진하고 있다.
2001년 12월 착공한 이 사업은 현재 92%의 공정률은 보이고 있다.

## 저수지 규모
- 유역면적 : 3,852ha
- 저수량 : 6,333천m3
- 관개면적 : 707.6ha

## 시설 제원
- 제방 : 흙댐 (필댐), 길이  121m, 높이 25m
- 물넘이 : 측수로식, 길이 64m, 높이 2.2m